# Piškovica
Piškovica – wieś w Chorwacji, w żupanii istryjskiej, w gminie Vižinada. W 2011 roku pozostawała niezamieszkana.